# بخش پولتافسکی
بخش پولتافسکی (به لاتین: Poltavsky District) یک منطقهٔ مسکونی در روسیه است که در استان اومسک واقع شده‌است.